# Махньов Вадим Геннадійович
Вадим Геннадійович Махньов (біл. Вадзім Махнеў, 21 грудня 1979) — білоруський веслувальник, олімпійський чемпіон.

## Виступи на Олімпіадах
| Олімпіада   | Дисципліна                     | Місце |
| ----------- | ------------------------------ | ----- |
| Афіни 2004  | байдарка-двійка, 500 метрів    | 3     |
| Афіни 2004  | байдарка-четвірка, 1000 метрів | 6     |
| Пекін 2008  | байдарка-двійка, 500 метрів    | 3     |
| Пекін 2008  | байдарка-четвірка, 1000 метрів | 1     |
| Лондон 2012 | байдарка-двійка, 200 метрів    | 2     |